# یوشییوکی ساکاموتو
یوشییوکی ساکاموتو (ژاپنی: 坂本 義行؛ زادهٔ ۳۰ مهٔ ۱۹۷۲) یک بازیکن فوتبال اهل ژاپن است.
از باشگاه‌هایی که در آن بازی کرده‌است می‌توان به باشگاه فوتبال یوکوهاما فلگلز اشاره کرد.